# Enneastigma rarum
Enneastigma rarum är en tvåvingeart som beskrevs av Verner Michelsen 1994. Enneastigma rarum ingår i släktet Enneastigma och familjen blomsterflugor.
Artens utbredningsområde är Turkiet. Inga underarter finns listade i Catalogue of Life.